# 자본구조
자본구조(capital structure), 자본구성이란 기업이 자본조달의 원천인 자기자본과 부채의 구성비율의 조합을 의미한다. 이러한 과정에서 자기자본의 기회비용과 부채의 기회비용은 서로 다르기 때문에 이러한 조달원천의 구성비율에 따라 기업의 가치를 측정하는 데 필요한 할인율인 가중평균자본비용에 변화를 가져올 수 있다. 기업가치는 다음과 같이 평가되기 때문에 이러한 할인율의 변화는 기업가치의 변화를 가져온다.
기업가치(V) = 미래현금흐름(Cash Flow) / 가중평균자본비용(WACC)
자본구조에 대한 이론은 크게 자본구조의 변화와 할인율의 변화가 없다고 보는, 즉 기업가치가 관련이 없다고 보는 무관련이론과 자본구조의 변화는 할인율에 영향을 미치며 따라서 최적자본구조(optimal capital structure)가 존재한다고 보는 관련이론으로 나뉜다.

## 개요
기업에서의 자본은 그 조달원(調達源)으로 보아 자기자본과 타인자본으로 구별되며 이 양자의 비율을 기업의 자본구성이라 한다. 자기자본이란 자본금, 여러 종류의 준비금, 잉여금으로 이룩되는 소유자 자본이며 타인 자본이란 사채(社債)·은행차입금 등의 장기 및 단기의 차입자본이다. 기업이 생산을 확대하여 발전시키려면 아무래도 자기 자본을 조달하는 것만으로는 부족하여 타인자본에 대한 요청이 필요해진다. 대한민국에서는 이 타인자본, 특히 은행 단기차입금에 대한 의존이 심하여 자본구성이 극도의 불균형을 이루고 있다.

## 같이 보기
- 가중평균자본비용